# Église de la Sainte-Trinité d'Ajaccio
Pour les articles homonymes, voir Église de la Sainte-Trinité.
L’église de la Sainte-Trinité (Holy Trinity Church) est situé cours Grandval dans le quartier des étrangers à Ajaccio.

## Histoire
L’église sera ouverte au culte en 1878 grâce à Miss Thomasina Campbell. Pour servir de lieu de culte aux touristes en provenance de Grande-Bretagne de s’adonner à leur foi librement et entre gens de même confession, au XIXe siècle la cité impériale était en effet fort prisée par les touristes notamment anglais.
Désormais l’église ne remplit plus son rôle cultuel, propriété d’Ajaccio, elle est désormais le lieu de l’École nationale de musique.